# Interazioni umane con i microbi
Le interazioni umane con i microbi comprendono sia gli usi pratici e simbolici dei microbi, sia le interazioni negative sotto forma di malattie umane, animali domestici e delle colture.
L'uso pratico dei microbi è iniziato nell'antichità grazie alla fermentazione nell'industria alimentare: pane, birra e vino sono stati prodotti dai lieviti fin dagli albori della civiltà, come nell'antico Egitto. Più recentemente, i batteri sono stati utilizzati in attività che vanno dalla guerra biologica alla produzione di sostanze chimiche mediante fermentazione, mentre i chimici industriali scoprono come produrre una varietà sempre più ampia di sostanze chimiche organiche, compresi gli enzimi e le molecole bioattive come gli ormoni e gli inibitori della concorrenza per uso farmacologico. La fermentazione è utilizzata anche per produrre sostituti dei combustibili fossili in forme come l'etanolo e il metano; i combustibili possono essere prodotti anche dalle alghe. I microrganismi anaerobici sono importanti nel trattamento delle acque reflue. Nella ricerca scientifica, i lieviti e il batterio Escherichia coli fungono da organismi modello soprattutto in campo genetico e nei campi correlati.
Dal punto di vista simbolico, una delle prime poesie sulla produzione della birra è il Sumerico Hymn to Ninkasi, dal 1800 a.C. Nel Medioevo, il Decamerone di Giovanni Boccaccio e i Racconti di Canterbury di Geoffrey Chaucer affrontavano la paura della gente di un contagio mortale e del declino morale che ne poteva derivare. Anche i romanzieri moderni e contemporanei hanno sfruttato le possibilità apocalittiche delle pandemie: dal 1826 con L'ultimo uomo di Mary Shelley e dal 1912 con La peste scarlatta di Jack London. Hilaire Belloc scrisse una poesia umoristica a The Microbe nel 1912. Pesti drammatiche e infezioni di massa hanno fornito lo spunto per la trama di molti film hollywoodiani, a partire da Nosferatu nel 1922. Nel 1971, Andromeda ha raccontato la storia di un microbo extraterrestre che minaccia la vita sulla Terra. I microbiologi fin da Alexander Fleming hanno usato colonie di batteri colorati o fluorescenti per creare opere d'arte in miniatura.
I microrganismi come batteri e virus sono temibili agenti patogeni, causando malattie all'uomo, alle piante coltivate e agli animali domestici.